# هاینتس هونیگ
هاینتس هونیگ (انگلیسی: Heinz Hoenig؛ زادهٔ ۲۴ سپتامبر ۱۹۵۱) هنرپیشه اهل آلمان است. از فیلم‌هایی که وی در آن نقش داشته‌است، می‌توان به کشتی، پادتن‌ها و پرش! اشاره کرد.